# Črete
Črete este o arie protejată (arie de protecție specială avifaunistică — SPA) din Slovenia întinsă pe o suprafață de 1.445,42 ha, integral pe uscat.

## Localizare
Centrul sitului Črete este situat la coordonatele 46°22′02″N 15°40′35″E / 46.3671°N 15.6763°E.

## Înființare
Situl Črete a fost declarat arie de protecție specială avifaunistică în aprilie 2013 pentru a proteja 26 de specii de animale.

## Biodiversitate
Situată în ecoregiunea continentală, aria protejată nu include niciun habitat protejat.
La baza desemnării sitului se află mai multe specii protejate de  păsări (26): lăcar mare (Acrocephalus arundinaceus), rață cârâitoare (Anas querquedula), rață pestriță (Anas strepera), stârc roșu (Ardea purpurea), rață-cu-cap-castaniu (Aythya ferina), rața moțată (Aythya fuligula), rață roșie (Aythya nyroca), chirighiță neagră (Chlidonias niger), erete de stuf (Circus aeruginosus), erete vânăt (Circus cyaneus), erete cenușiu (Circus pygargus), egretă albă (Egretta alba), cocor (Grus grus), codalb (Haliaeetus albicilla), stârc pitic (Ixobrychus minutus), sfrâncioc roșiatic (Lanius collurio), pescăruș râzător (Larus ridibundus), gaia neagră (Milvus migrans), culic mare (Numenius arquata), vultur pescar (Pandion haliaetus), bătăuș (Philomachus pugnax), cresteț cenușiu (Porzana parva), cresteț pestriț (Porzana porzana), cristei de baltă (Rallus aquaticus), fluierar de mlaștină (Tringa glareola), nagâț (Vanellus vanellus).